# Paratyria
Paratyria là một chi bướm đêm thuộc họ Geometridae.